# Пратовеккьо
Пратовеккьо (італ. Pratovecchio) — колишній муніципалітет в Італії, у регіоні Тоскана,  провінція Ареццо. З 1 січня 2014 року Пратовеккьо є частиною новоствореного муніципалітету Пратовеккьо-Стія.
Пратовеккьо розташоване на відстані близько 220 км на північ від Рима, 39 км на схід від Флоренції, 37 км на північ від Ареццо.
Населення — 3080 осіб (2012).
Щорічний фестиваль відбувається 1 січня. 

## Демографія
Населення за роками:

Станом на 31 грудня 2010 року в муніципалітеті офіційно проживало 387 іноземців з 23 країн, серед них 234 громадяни країн Євросоюзу.

## Сусідні муніципалітети
- Баньйо-ді-Романья
- Кастель-Сан-Нікколо
- Лонда
- Монтеміньяіо
- Пелаго
- Поппі
- Руфіна
- Санта-Софія
- Стія